# Schild-Ampfer
Der Schild-Ampfer (Rumex scutatus) ist eine Pflanzenart aus der Familie der Knöterichgewächse (Polygonaceae).

## Beschreibung
Der Schild-Ampfer ist ein typischer Schuttwanderer und besitzt eine tief verankerte Grundachse mit wandertriebähnlichen Stängeln, die sich bei Überschuttung wieder nach oben durchbohren. Die Art ist ausdauernd und wird etwa 10 bis 40 cm hoch. Die Blätter sind lang gestielt, spießförmig, dreieckig, rundlich herzförmig oder fast geigenförmig-spießförmig.
Der Blütenstand ist eine Rispe, die sehr locker ist und aus wenigen, aufrecht-abstehenden Ästen zusammengesetzt ist. Die Blütenstiele sind fadenförmig und meist kürzer als die Valven. Die äußeren Perigonblätter der weiblichen Blüten sind krautig, kaum 2 mm lang und fast kahnförmig. Sie sind zur Fruchtzeit der Basis der Valven angepresst. Die Valven sind meist bleich, 4,5–6 mm lang und bis 5 mm breit und vollkommen schwielenlos.
Der Name der Art bezieht sich auf die schildförmigen Blätter.
Die Chromosomenzahl ist 2n = 20.
Blütezeit ist von Mai bis August.

## Vorkommen
Das Verbreitungsgebiet umfasst die Gebirge Mittel-, Süd- und Osteuropas sowie Südwestasiens.
Als Standort werden Grobschuttflure (Geröllhalden) sowie steinige, sonnige Abhänge bevorzugt. Der Schild-Ampfer gedeiht auf mäßig trockenen, basenreichen, lockere, bewegten, offenen Grob- und Feinschuttböden.  Er ist eine Charakterart der Klasse Thlaspietea rotundifolii, kommt seltener auch in Gesellschaften der Klasse Asplenietea vor und ist außerhalb der Alpen in Mitteleuropa eine Charakterart des Rumicetum scutati aus dem Verband Stipion calamagrostis.
Die Pflanze ist bis in die subalpine Höhenstufe verbreitet. In den Allgäuer Alpen steigt er bis zu einer Höhenlage von 2100 Metern auf.
Die ökologischen Zeigerwerte nach Landolt & al. 2010 sind in der Schweiz: Feuchtezahl F = 2 (mäßig trocken), Lichtzahl L = 4 (hell), Reaktionszahl R = 3 (schwach sauer bis neutral), Temperaturzahl T = 2+ (unter-subalpin bis ober-montan), Nährstoffzahl N = 2 (nährstoffarm), Kontinentalitätszahl K = 3 (subozeanisch bis subkontinental).

## Sonstiges
Der Schild-Ampfer ist reich an Vitamin C und Calciumoxalat. Er wurde früher offizinell verwendet (»Herba romana«). Kultursorten werden auch als »französischer oder römischer Spinat« (Rumex scutatus var. hortensis Lam. & DC.) angepflanzt und zuweilen auch in tieferen Lagen an Mauern eingebürgert.
Er findet auch als Suppengewürz und Salat Verwendung.